# Pietro di Nocera (vescovo)
Pietro di Nocera (Nocera dei Pagani, ... – Nocera dei Pagani, 1478) è stato un vescovo cattolico e nobile italiano, dal 1455 al 1478 vescovo di Nocera.

## Biografia
Pietro dei conti di Nocera nacque da una nobile famiglia, derivata dai principi Dauferidi. 
(Bullarium ordines fratrum praedicatorum ... opera Thomae Ripoll editum, appendicibus ... ac tractatu de consensu bullarum illustratum ab Antonino Bremond etc)
Frate domenicano, fu eletto vescovo da papa Callisto III e consacrato il 22 settembre 1455. Dopo 23 anni di episcopato, morì nel 1478.